# Anolis macilentus
Anolis macilentus este o specie de șopârle din genul Anolis, familia Polychrotidae, descrisă de Orlando H. Garrido și S.Blair Hedges în anul 1992. Conform Catalogue of Life specia Anolis macilentus nu are subspecii cunoscute.